# Сержант державної безпеки
Сержант державної безпеки – найнижче спеціальне звання начальницького складу  Головне управління державної безпеки (ГУДБ) НКВС і НКДБ СРСР в 1935-1943 роках. 
Наступне більш високе звання: молодший лейтенант державної безпеки. Приблизно відповідало військовому званню лейтенанта в сухопутних військах та в військово-морських силах.

## Історія використання
Постановами ЦВК СРСР № 20 і РНК СРСР № 2256 від 7 жовтня 1935 року, оголошених Наказом НКВС СРСР № 319 від 10 жовтня 1935  були введені персональні спеціальні звання для начальницького складу ГУДБ НКВС СРСР. Ці спеціальні звання хоч і мали назву подібну до військових, але не відповідали їм. Серед цих спеціальних звань було звання сержант державної безпеки.  
Указом Президії Верховної Ради СРСР від 9 лютого 1943 року, вводили нові спеціальні звання співробітників органів НКВС подібні з загальновійськовими, звання «сержант державної безпеки» було скасовано. Найнижчим офіцерським званням органів держбезпеки стає молодший лейтенант державної безпеки, серед молодшого начальницького складу з’являються звання: старшина, старший сержант, сержант, молодший сержант з додаванням «спеціальної служби».

## Знаки розрізнення
В 1924-1936 роках в органах держбезпеки для позначення посадових розрядів використовувалася система знаків розрізнення посадових рангів подібна до армійської. В цій системі молодший склад позначався певною кількістю трикутників на петлицях, середній склад — квадратів («кубарів»), старший склад — прямокутників («шпал»), вищий склад — ромбів. 
В 1936 році в ГУДБ НКВС вводяться персональні спеціальні звання, а також повністю змінюються знаки розрізнення. Спочатку для начскладу ГУДБ НКВС були прийняті тільки нарукавні знаки розрізнення. Для осіб середнього начскладу - червоні усічені трикутники (кількість - відповідно до звання). Дана система виявилася невдалою: нарукавні відзнаки були важкорозрізнювані, що призвело до повернення знаків розрізнення до петлиць. На петлицях  начальницького складу з’являються просвіти, певного кольору. Середній та старший начальницькі склади мали сріблясті просвіти, вищий начальницький склад мав золотисті просвіти. Також на петлицях, в залежності від звання розташовувалася певні кількість сріблястих (старший склад), золотистих (вищий склад) п’ятипроменевих зірочок чи червоних емальованих трикутників (середній склад) . Сержант ДБ мав на петлицях з одним сріблястим просвітом по два трикутники. 
З 1937 року в органах державної безпеки були введені знаки розрізнення армійського зразка (аналогічні вже використовувалися у військах НКВС). Сержанти державної безпеки, отримують на петлиці по два емальовані квадрати, як на петлицях загальновійськового лейтенанта РСЧА.
Розмір сторони квадрата 1см (на сорочці (гімнастерці), френчі, на комір нашивались петлиці з крапового (темно-червоного) сукна з кольоровою окантовкою прямокутної форми розміром 12,5х5,5 см. На шинель нашивались петлиці ромбоподібної форми висотою 13см, шириною 12,5 см).
1936-1943.
| 1936 | 1936 | 1937 | 1937 |
| ---- | ---- | ---- | ---- |
|      |      |      |      |